# Donuca rubropicta
Donuca rubropicta là một loài bướm đêm trong họ Erebidae.